# Natura 2000-område nr. 114 Odense Å med Hågerup Å, Sallinge Å og Lindved Å
 Natura 2000-område nr. 114: Odense Å med Hågerup Å, Sallinge Å og Lindved Å består af habitatområde H98. Natura 2000-området ligger i Odense, Assens og Faaborg-Midtfyn Kommuner, i vandplanopland Vandplan 1.13 Odense Fjord  .

## Områdebeskrivelse
Hele området omfatter 662 hektar, og ligger langs Odense Å og dens større tilløb, helt fra Arreskov Sø, der også er Natura 2000-område (nr 121) til vest for Odense, lige efter sammenløbet med Lindved Å, der er en del af området ned motorvejen øst for Hjallese. Sydøst for Brobyværk løber Sallinge Å, der også er en del af området, ud i Odense Å; Den kommer fra øst, fra Ringe. Hågerup Å kommer også fra øst, fra Egeskov Slot og Kværndrup. Natura 2000-området er hovedsagelig snævert afgrænset til vandløbene, men omkring Odense og lige syd herfor er habitatområdet noget bredere og omfatter det meste
af ådalen. Her findes mange små forekomster af kildevæld, rigkær og elle- og askeskove, som udgør
rester af tidligere meget udbredte og særdeles artsrige eng- og moseområder. På ådalens sider
findes enkelte arealer med kalkoverdrev og surt overdrev.
Flere steder findes der en bestand af tykskallet malermusling, der har været i
kraftig tilbagegang både på landsplan og i hele EU. I Odense Å findes desuden bæklampret og den rødlistede pigsmerling, der også findes i Lindved Å og Hågerup Å.

## Eksterne kilder og henvisninger
1. ↑  "Vandplan 1.13 Odense Fjord" (PDF). Arkiveret fra originalen (PDF) 31. oktober 2017. Hentet 5. maj 2018.

- Kort over området på miljoegis.mim.dk
- Naturplanen Arkiveret 6. maj 2018 hos  Wayback Machine
- Basisanalysen 2016-21 Arkiveret 6. maj 2018 hos  Wayback Machine